# Tsagantegia
Tsagantegia („z lokality Tsagan-Teg“) byl rod ptakopánvého dinosaura ze skupiny ankylosauridů. Zahrnuje zatím jediný známý druh (T. longicranialis), formálně popsaný v roce 1993 ruskou paleontoložkou T. A. Tumanovou.

## Objev a popis
Fosilní materiál holotypu (kat. ozn. GI SPS N 700/17) byl objeven v sedimentech souvrství Bajan Šireh, pocházejících z období geologických stupňů cenoman až santon (asi před 98 až 84 miliony let). Jedná se o kompletní lebku o délce 30 centimetrů a maximální šířce 25 centimetrů. Objev pochází z oblasti lokality Tsagan-Teg ("Bílá hora") v jihovýchodní části pouště Gobi na území Mongolska. Odtud také pochází rodové jméno dinosaura. Druhové longicranialis pak znamená "dlouholebý". Lebka byla skutečně dlouhá a poměrně plochá, měla relativně hladký povrch a na některých místech byla pokryta malými růžky. Celkově byl tento dinosaurus dlouhý asi 3,5 metru a vážil kolem 500 kg. Podle jiných odhadů však mohl měřit na délku až 7 metrů.

## Zařazení
Rod Tsagantegia byl poměrně primitivní zástupce čeledi Ankylosauridae, jehož pozice se nachází u báze tohoto kladu. Tvoří sesterskou skupinu ke všem ostatním známým ankylosauridům.